# 磷酸镧
磷酸镧是一种无机化合物，化学式为LaPO4。

## 制备
磷酸镧可由可溶性镧盐和磷酸钠反应得到：
La3+ + PO43- → LaPO4↓